# Fusion superficielle
La fusion superficielle est un moyen d’améliorer les propriétés de surface des métaux et alliages, avec ou sans apport d’autres éléments.

## sans apport d’élément
C’est la fusion superficielle de la matière à traiter avec un jet thermique qui peut être soit un faisceau laser soit une torche à plasma.
Le but est de faire fondre une très mince couche superficielle sans altérer la matière qui compose la pièce. Dans le cas du plasma et du procédé hexa-plasma, le point de contact flamme-pièce étant extrêmement fin, malgré une température atteignant environ 15000°, il n’y a pas de déformation.

## avec apport d’élément
C’est le cas d’un recouvrement de surface avec un faisceau laser, avec apport coaxial de poudre ou de fil et utilisation d’un gaz isolant la surface traitée de l’air ambiant. La fusion simultanée de la couche superficielle de la pièce et du métal d’apport donnera une structure très compacte et dense.
Traitement de pièces en aluminiumles surfaces des alliages d’aluminium ont des propriétés mécaniques et de résistance anti-usure assez limitées. Par contre, la légèreté de la matière étant un atout certain, un traitement anti-usure des surfaces par un dépôt d’alliages de nickel par fusion superficielle.
Traitement du verreImpression par laser de plaque de verre par des oxydes colorants métalliques. Cette méthode permet de faire des marquages colorés très résistants et très précis sur des pièces de verre.